# František Stibitz
František Stibitz, né le 15 avril 1917 et mort le 3 mars 2008, est un ancien joueur tchécoslovaque de basket-ball et de volley-ball et dirigeant sportif. 

## Palmarès
- Champion d'Europe 1946